# Sterling Wortman Jr.
Pour les articles homonymes, voir Wortman.
Sterling Wortman Jr., né le 3 avril 1923 à Quinlan en Oklahoma et mort le 26 mai 1981, est un phytogénéticien américain.

## Biographie
Leo Sterling Wortman Jr. naît le 3 avril 1923 à Quinlan en Oklahoma. Il y a peu d'informations disponibles sur ses parents.
Il est diplômé en 1943 de l'Université d'État de l'Oklahoma, avec une spécialisation en agronomie.
Après avoir obtenu son diplôme, il se joint au Corps d'instruction des officiers de réserve et est en service actif aux Philippines et en Nouvelle-Guinée en 1943.
Il meurt le 26 mai 1981.